# Знахарь (телесериал, 2008)
«Зна́харь» — российский детективный телесериал 2008 года. Снят по мотивам произведений литературного проекта «Б. К. Седов».

## Сюжет
Сериал снят по мотивам произведения Бориса Седова.

## Список эпизодов

### 1-я серия
Перспективного врача-реаниматолога Константина Разина арестовывают по обвинению в убийстве своей соседки по даче Смирницкой, к которому он не имел никакого отношения. Однако, все улики против него, и Константин отправляется в известные питерские «Кресты», где в камере происходит знакомство со «смотрящим» Бахвой, который через некоторое время раскрывает ему суровую правду об убийстве Смирницкой. Оказалось, что Разина подставили его близкие: жена Ангелина и двоюродный брат Леонид. В то время как заказчиком убийства являлся шеф Леонида — влиятельный бизнесмен Хопин.

### 2-я серия
Приговорённый к длительному сроку заключения в далёкой таёжной колонии Константин Разин, получивший кличку «Знахарь», продолжает чтить клятву Гиппократа и как-то помогает спасти жизнь одному из охранников, за что начальник колонии Картаев предлагает ему возглавить лазарет. Тем не менее, «Знахарь» отказывается от предложения и лечит заключённых «неофициально», пользуясь всё большим и большим их уважением. В один прекрасный момент Картаев обращается к нему с просьбой вылечить его племянницу Кристину от наркологической зависимости. Константин соглашается и, неоднократно бывая в доме начальника колонии, завоёвывает его доверие. «Знахарь» понимает, что лучшей возможности совершить побег уже не представится, и решает использовать этот шанс, прихватив с собой сокамерника Блондина.

### 3-я серия
Пойманный в результате неудачного побега и мигом лишённый доверия начальника колонии, Константин Разин нелегально содержится в гараже дома Картаева, прикованный цепью. В то же время, по требованию Картаева, «Знахарь» должен и далее продолжать лечение Кристины. Она же втайне от дяди похищает ключ от наручников и помогает Константину совершить следующий побег. Ему удаётся перебраться на лодке на противоположный берег реки. Это происходит в то время, когда на свободу удаётся вырваться ещё троим заключённым колонии — матёрым уголовникам. Картаев снаряжает погоню, но безуспешно: беглецам уже удалось скрыться в тайге. А «Знахарь» в условленном месте встречается с проводником по прозвищу «Комяк», и вместе они быстро скрываются в лесу.

### 4-я серия
«Знахарю» и «Комяку» приходится продираться сквозь чащи и болота. В результате простуды Разин тяжело заболевает воспалением лёгких и не может продолжать идти. Проводнику удаётся довести его до таёжного схрона с одеждой, едой и лекарствами, после чего он отправляется за помощью в расположенную неподалёку деревню старообрядцев. Глава поселения священник-старовер отец Евстрат — даёт согласие помочь, и «Комяк» везёт «Знахаря» в деревню. Жена Евстрата матушка Меланья лечит Разина, а помощь ей в этом оказывает молодая девушка Настя. В то же время прапорщик Чечев докладывает Картаеву о том, что поиски бежавших заключённых безуспешны, однако начальник колонии полагает, что отступать рано, и посылает отряд проверить деревню староверов.

### 5-я серия
Настя ухаживает за «Знахарем», и он вскоре поправляется. Между ними вспыхивает сильное чувство. Отец Евстрат и брат Насти Алексей, видя это, предлагают Разину поселиться в их деревне и принять их веру. Но получают отказ, так как у Константина ясная цель и ему нужно во что бы то ни стало продолжать путь. Полковник Согришин с прапорщиком Чечевым устраивают обыск деревни, но так как Настя вовремя спрятала беглеца, никого и ничего не находят. Отец Евстрат ведёт Алексея в пещеру-тайник, где хранятся древние рукописи, среди которых находится старая мусульманская книга, непонятно как туда попавшая, и видимо очень ценная. Бежавшая троица заключённых Егорша, «Косяк» и «Лиса» убивают троих солдат охраны и теперь у них есть оружие. Чечев докладывает об убийстве военнослужащих начальнику колонии, но Картаев склонен думать, что «Знахарь» к нему не причастен.

### 6-я серия
Егорша, «Косяк» и «Лиса» совершают нападение на Разина и его спутников. В результате завязавшейся перестрелки убит старообрядец, Трофим, и ранены «Комяк» и Настя. «Знахарь», вне себя, расстреливает уголовников, а в это время путников догоняют староверы во главе с Игнатом. Они увозят Настю обратно в деревню, а «Комяк» выводит Константина из тайги и в посёлке передаёт людям «Араба», которые доставляют его в Пермь.
В Перми Разину делают пластическую операцию и он получает новые документы на имя «Дениса Сельцова». Вернувшись в Петербург с новым лицом и новыми документами, он готов вершить месть в отношении предавших его людей. В то же время «вор в законе» Артём «Стилет», выделивший ему в помощники своих людей Миху «Ворсистого» и «Светку-Конфетку», требует от «Знахаря», чтобы тот прежде всего ликвидировал Хопина. А тем временем Картаев, подозревая, что Константин Разин мог вернуться в Питер, обращается за помощью в его поиске и поимке к своему давнему знакомому — полковнику ФСБ Арцыбашеву.

### 7-я серия
Константин разыгрывает спектакль, как бы «случайно» знакомясь с Ангелиной (своей женой) и представившись ей «Денисом Сельцовым». Арцыбашевым организован арест «Стилета» и изъятие воровского «общака», после чего он предлагает уголовному авторитету выдать «Знахаря» в обмен на возврат бандитской кассы. Поняв, что её муж бежал из тюрьмы, Ангелина паникует и просит Леонида о помощи. Вдвоём они укрываются в доме Хопина, но «Знахарь», «Светка-Конфетка» и Миха «Ворсистый» смогли их выследить. «Денис Сельцов» встречается с Ангелиной в баре и неожиданно признаётся ей в том, что он на самом деле Разин. Вскоре она насильно оказывается в психбольнице.

### 8-я серия
«Знахарь» узнаёт адрес дачи, где прячется его брат, и друзья Михи «Ворсистого» похищают Леонида. Константин убеждает брата убить своего сообщника Хопина, и Леонид соглашается пойти на это. Во время встречи он незаметно подсыпает яд в кофе бизнесмена. Знахарь знакомится с Наташей и собирается некоторое время пожить в её доме, но неожиданно узнаёт, что её «отец» — Арцыбашев (полковник ФСБ). А тем временем «Светка-Конфетка» следит за следователем. Они попадают в аварию. И следователь, и «Светка-Конфетка» погибают.

### 9-я серия
Угрожая «Знахарю», Арцыбашев и Наташа требуют, чтобы он отыскал сведения о «Студне» на зоне, в которой он сам сидел. Оказывается отец Студённого передал своей семье необычное кольцо, с помощью которого сын должен был получить наследство у Тохтамбаш-баши. Сведений о «Студне» «Знахарь» не находит, но в деревне староверов Евстрат ему сообщает, что наследник был у них, и Матушка Меланья вылечила его, забрав кольцо.
«Знахарь» женится на Насте, кольцо оказывается у него и они вместе возвращаются в Петербург.

### 10-я серия
«Знахарь» и Настя отправляются на встречу с Тохтамбаш-баши, чтобы забрать у него кольцо Студённого. Но Кемаль похищает Настю из гостиницы и требует взамен кольцо.
«Знахарь» идёт на переговоры, взяв с собой Наташу. И тут выясняется, что, «Студень» в плену у Тохтамбаш-баши. Проходит целый ряд отчаянных сражений и поединков, в результате которых погибают Кемаль, Арцыбашев и Настя. «Знахарь» получает ключ к богатствам и забирает из банка в Катаре ларец с драгоценными камнями…

### 11-я серия
«Стилет» вымогает у «Знахаря» деньги, но Разин уже находится в международном розыске, и он не смог получить деньги в катарском банке, где находятся драгоценные камни. Он совершает попытку получить деньги в итальянском банке, но задерживается полицией, которая передаёт его сотрудникам ФСБ Шапошникову и Наташе. Наташа заявляет, что хочет помочь ему. Кто-то убивает одного за другим друзей «Знахаря» — «Славу-Крокодила», Миху «Ворсистого», а также нового «смотрящего» в таёжной колонии «Железного». Люди Губанова не прекращают слежку за Константином в Италии. Люди Надир-шаха совершают нападение на квартиру, где находятся эфэсбэшники со «Знахарем», в результате этого нападения убит Шапошников, но Наташе и Константину удаётся перебить нападавших и исчезнуть, устроив пожар. ФСБ доставляет обгоревшие трупы в Москву, но после экспертизы ясно, что Наташи и «Знахаря» среди них нет. Тем не менее, Губанов организует их фальшивые похороны и планирует выманить Разина из укрытия при помощи брата погибшей Насти Алексея, которого похищает спецгруппа ФСБ. Наташа помогает «Знахарю» вернуться в Петербург. «Стилет» не знает, что «Знахарь» жив, но тот не желает больше скрываться и назначает встречу «Стилету».

### 12-я серия
Похищенного Алексея приводят к генералу Губанову, и тот убеждает его, что «Знахарь» является опасным преступником и что именно на его совести смерть Насти. Алексей завербован ФСБ и проходит подготовку на учебно-тренировочной базе. «Знахарь» передаёт «Стилету» обещанную сумму, а «Стилет» организует коронацию «Знахаря» «вором в законе». Уголовные авторитеты хотят, чтобы «Знахарь» организовал распространение их наркотиков через свою клинику и вроде бы получают согласие. Однако на самом деле Константин Разин изготавливает из первой партии наркотиков лекарства и проводит лечение наркоманов в своей клинике. Уже все готово к операции ФСБ по поимке «Знахаря», но Алексей теряет выдержку и совершает попытку его застрелить, вопреки операции. В результате покушения Константин теряет один глаз, а Алексея с места преступления забирают люди Знахаря — Пётр Валеев и Рамиль. Таким образом, операция ФСБ бездарно провалена, оно потеряло из виду и Алексея и Разина. Губанов находит Наташу в Италии и та соглашается оказать ему помощь в поимке «Знахаря» в обмен на свободную жизнь. Тем временем Разин собирает серьёзный компрометирующий материал на «Стилета» и остальных «воров в законе», а также оплачивает обучение Кристины Картаевой во Франции. Константин рассказывает Алексею, как на самом деле погибла Настя, и они вместе посещают её могилу в Душанбе.

### 13-я серия
Наташа срочно летит в Душанбе и признаётся «Знахарю», что работает на Губанова, который поручил ей найти деньги.
Надир-шах похищает Алексея и требует взамен вернуть ему драгоценности. В доме, где его держат, Алексей случайно узнаёт древнюю священную книгу — такую же, какую он видел в тайнике у старообрядцев.
Человек Надир-шаха Ахмад привозит в Казань первый экземпляр книги.
Наташа просит Губанова оказать содействие в освобождении пленника. В результате она показывает «Знахарю» документы, по которым они в качестве мужа и жены должны срочно ехать в Египет за Алексеем.

### 14-я серия
«Знахарь» идёт на конфликт с ворами, отказывается им платить, и те открывают на него охоту. Снова очутившись в тюрьме, он знакомится с «Гансом», который предупреждает, что воры хотят убить его. Но «Знахарю» удаётся сбежать, в этом ему помогает Наташа… Переводчик показывает Надир-шаху место на берегу реки недалеко от Казани, где могут храниться сокровища. Ключ к сокровищам зашифрован в двух священных книгах, но у него только одна часть.

### 15-я серия
Надир-шах выдвигает новые условия — в качестве выкупа за Алексея ему нужны не драгоценности, а второй экземпляр священной книги. Константин едет к староверам и забирает ценное издание у Евстрата.
В Казани ему удаётся перевести нужную часть из книги и тут у него созревает свой план. Встретившись с человеком Надир-шаха «Знахарь» договаривается о передаче книги. Но в момент передачи появляется группа захвата ФСБ и Губанов. В перестрелке погибают люди Надир-шаха, а Алексея снова увозят. Книга остаётся у «Знахаря» и он вместе с Наташей готовит новый план спасения брата Насти.

### 16-я серия
«Знахарь» понимает, что спасти сокровища Золотой Орды без поддержки ФСБ не реально. Вместе с Наташей, Валеевым и Рамилем он едет в Пакистан, где предлагает себя и Наташу в обмен на Алексея. «Знахарь» вместе с Надир-шахом едут под Казань, где спецслужбы уже устроили засаду, перестреляли всех людей Надир-шаха, взяв живым только его самого.
Когда всё оказывается кончено, «Знахарь» вызволяет из психиатрической клиники свою бывшую жену Ангелину, передаёт ей часть своего состояния, просит у неё за всё прощения и уходит. В этот момент его опять задерживают, ненадолго сажают в тюрьму, судят, но суд выносит оправдательный приговор. На суде присутствуют его друзья и бывшая жена Ангелина, которая, в свою очередь, тоже просит у него прощения.
«Знахарь» решает бросить всё и уехать к старообрядцам, выполнив последнее когда-то данное им обещание «вернуться». Прибыв в деревню, «Знахарь» узнаёт, что Алексей наконец-таки решил взять в жены соседскую девушку. И «Знахарь» остался жить вместе у старообрядцев. Навсегда.

## В ролях
| Актёр                          | Роль |
| ------------------------------ | --- |
| Армандс Нейландс-Яунземс       | Константин Александрович Разин («Знахарь») до пластической операции (озвучка — Александр Рахленко)                                                                                      |
| Юрий Батурин                   | Константин Александрович Разин после пластической операции «Денис Сильцов» (озвучка — Александр Рахленко)                                                                               |
| Александра Флоринская-Буданова | Ангелина Николаевна Разина бывшая жена Константина, позже жена Леонида |
| Мари Буренкова                 | Анастасия Игнатьевна Силачева дочь старообрядцев |
| Наталья Панова                 | Наталья Панина сотрудница ФСБ |
| Вячеслав Кулаков               | Леонид юрист Хопина, двоюродный брат «Знахаря» |
| Людмила Зайцева                | матушка Меланья |
| Борис Романов                  | отец Евстратий |
| Алексей Солончев               | Алексей Силачев брат Анастасии |
| Анатолий Гущин                 | Миха «Ворсистый» (Михаил Ворсиков) |
| Анастасия Дубровская           | Света «Светка-Конфетка» |
| Фёдор Горбунов                 | «Электроник» специалист по электронике |
| Сергей Алленов                 | «Слава-Крокодил» |
| Николай Чиндяйкин              | полковник Согришин |
| Михаил Самохвалов              | Вадим Валентинович Арцыбашев полковник ФСБ, капитан советской армии в Афганистане |
| Владимир Литвинов              | Александр Михайлович Губанов генерал ФСБ |
| Дмитрий Титов                  | Анатолий Андреевич Картаев полковник, начальник Ижменской колонии |
| Дмитрий Персин                 | Чечев прапорщик в Ижменской колонии |
| Линда Табагари                 | Кристина племянница Картаева |
| Евгений Атарик                 | Александр Шапошников капитан ФСБ, помощник Арцыбашева |
| Александр Фастовский           | Сергей Иванович Милюков майор ФСБ, помощник Губанова |
| Виктор Низовой                 | Борис сотрудник ФСБ |
| Александр Наумов               | «Комяк» проводник «Знахаря» в тайге |
| Игорь Арташонов                | Аркадий Андреевич Хопин криминальный бизнесмен |
| Александр Самойлов             | Владимир Владимирович Муха следователь прокуратуры |
| Владимир Воронков              | Борис Наумович Живицкий адвокат |
| Виталий Зикора                 | «Стилет» (Артём Викторович) «вор в законе», «смотрящий» за Питером |
| Владимир Шульга                | «Лысогор» «вор в законе» |
| Владимир Новиков               | Саша Сухумский «вор в законе» |
| Валентин Голубенко             | дядя Паша (Павел Иванович Григорьев) «вор в законе» |
| Владимир Ширяев                | Татарин» «вор в законе» |
| Евгений Леонтьев               | Бахва «смотрящий» в «Крестах» |
| Владимир Яковлев               | «Картина» заключённый в «Крестах» |
| Игорь Гузун                    | «Араб» «смотрящий» в Ижменской колонии |
| Иван Мацкевич                  | «Железный» новый «смотрящий» в Ижменской колонии |
| Олег Протасов                  | «Блондин» заключённый бежавший вместе с Разиным |
| Егор Клеймёнов                 | «Косяк» бежавший заключённый |
| Сергей Бурунов                 | Егорша бежавший заключённый |
| Александр Числов               | «Лиса» бежавший заключённый |
| Леонид Тимцуник                | Алексей Студёный майор советской армии, сослуживец Вадима Арцыбашева в Афганистане |
| Алексей Королёв                | Владимир Алексеевич Студёный «Студень» сын Алексея Студёного |
| Константин Стрельников         | Белянчиков майор в СИЗО |
| Владимир Мищанчук              | полковник начальник СИЗО |
| Павел Кипнис                   | Трофим старообрядец |
| Владимир Иванов                | Игнат старообрядец |
| Шухрат Иргашев                 | Тохтамбаш-баши / Жора Тохтамбашев полевой командир / прапорщик советской армии, начальник продовольственного склада дивизии в Душанбе, сослуживец Алексея Студёного и Вадима Арцыбашева |
| Магомедарип Сурхатилов         | Фархад Мирзоев знакомый Видима Арцыбашева из Душанбе, со времён службы в советской армии                                                                                                |
| Саид Дашук-Нигматулин          | Садик |
| Масаб Коробов                  | Надир-шах |
| Махмуд Мухамед                 | Ахмад |
| Вячеслав Титов                 | Хасан |
| Олег Карин                     | Рамиль |
| Анатолий Дзиваев               | мулла, дедушка Рамиля |
| Евгений Смирнов-Иваницкий      | «Бобёр» «правая рука» «Стилета» |
| Игорь Пушкарёв                 | Станислав Александрович Жуков следователь прокуратуры |
| Сергей Терещенко               | Пётр Валеев начальник службы безопасности наркологической клиники |
| Игорь Петрусенко               | пилот корабля |
| Любовь Омельченко              | Антонина Петровна Студёная |
| Сергей Легостаев               | Аркаша тверской бандит |
| Александр Нехороших            | Юлий Климыч фармацевт |
| Анзор Тхайцуков                | Айрат |
| Анна Фроловцева                | Нина Степановна соседка Разиных по даче в пос. Лисий Нос |
| Виктор Молчан                  | заключённый в Ижменской колонии |
| Александр Пашковский           | главврач психиатрической клиники |
| Светлана Смехнова              | тётя Лида тётя Леонида и Константина из Конаково |
| Оксана Дорохина                | Нина мама Кристины |
| Филипп Васильев                | «Ганс» заключённый в «Крестах» |
| Алексей Дмитриев               | «Кадило» заключённый в «Крестах» |
| Николай Рябычин                | «Тюря» заключённый в «Крестах» |
| Вячеслав Солодилов             | американец из международной комиссии по правам заключённых |
| Галина Стаханова               | эпизод |
| Александр Пожаров              | пластический хирург в Перми |

## Озвучивание
- Александр Рахленко — голос Разина за кадром
- Александр Рыжков

## Съёмочная группа
- Режиссёр: Вячеслав Никифоров
- Сценарист: Валентин Донсков, Ирина Гелос
- Оператор: Александр Рудь
- Продюсеры: Александр Крылов, Игорь Толстунов, Иван Соловов, Анна Кагарлицкая, Валерий Спирин, Денис Родимин
- Руководитель трюковых съёмок: Игорь Новоселов
- Постановщик трюков: Анзор Тхайцуков
- Производство: кинокомпании «Протел» и «Ментор Синема»
- Год выпуска: 2008

## Продолжение
В 2011 году на телеканале «РЕН ТВ» состоялась премьера сериала «Знахарь 2: Охота без правил».